# NGC 7523
NGC 7523 is een spiraalvormig sterrenstelsel in het sterrenbeeld Pegasus. Het hemelobject werd op 3 november 1864 ontdekt door de Duitse astronoom Albert Marth.

## Synoniemen
- ZWG 431.18
- KUG 2311+137
- PGC 70726